# KV Большой Медведицы

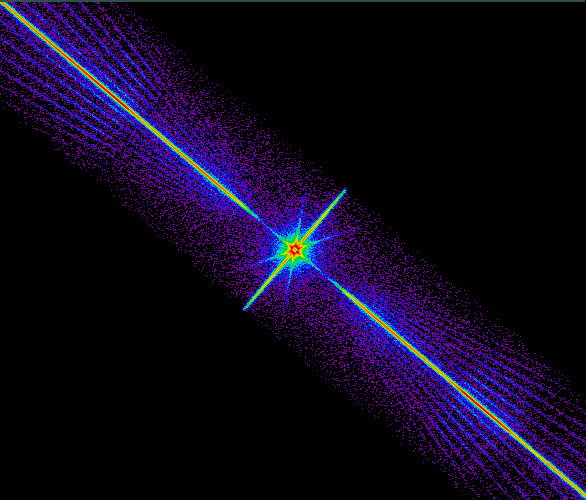
Спектр излучения компактного источника в системе XTE J1118+480

KV Большой Медведицы (лат. KV Ursae Majoris), XTE J1118+480 — двойная новоподобная катаклизмическая переменная звезда (XND) в созвездии Большой Медведицы на расстоянии (вычисленном из значения параллакса) приблизительно 10908 световых лет (около 3344 парсеков) от Солнца. Видимая звёздная величина звезды — от +18,8m до +12,8m.
Источник радио- и рентгеновского излучения.

## Характеристики
Первый компонент — предположительно, чёрная дыра. Масса — не менее 6 солнечных.
Второй компонент — красный карлик спектрального класса K5V-M1V. Масса — около 0,2 солнечной.